# Aulacopris maximus
Aulacopris maximus là một loài bọ cánh cứng trong họ Bọ hung (Scarabaeidae).